# Monbardon
Monbardon (gaskognisch: Montbardon) ist eine ehemalige französische Gemeinde mit 69 Einwohnern (Stand: 1. Januar 2022) im Département Gers in der Region Okzitanien (bis 2015 Midi-Pyrénées). Sie gehörte zum Arrondissement Mirande. Die Bewohner werden Monbardonnais und Monbardonnaises genannt.
Der Erlass des Präfekten vom 18. Dezember 2024 legte mit Wirkung zum 1. Januar 2025 die Eingliederung von Monbardon als Commune déléguée zusammen mit den früheren Gemeinden Cabas-Loumassès, Saint-Blancard und Sarcos zur Commune nouvelle Cap d’Astarac fest.

## Geografie

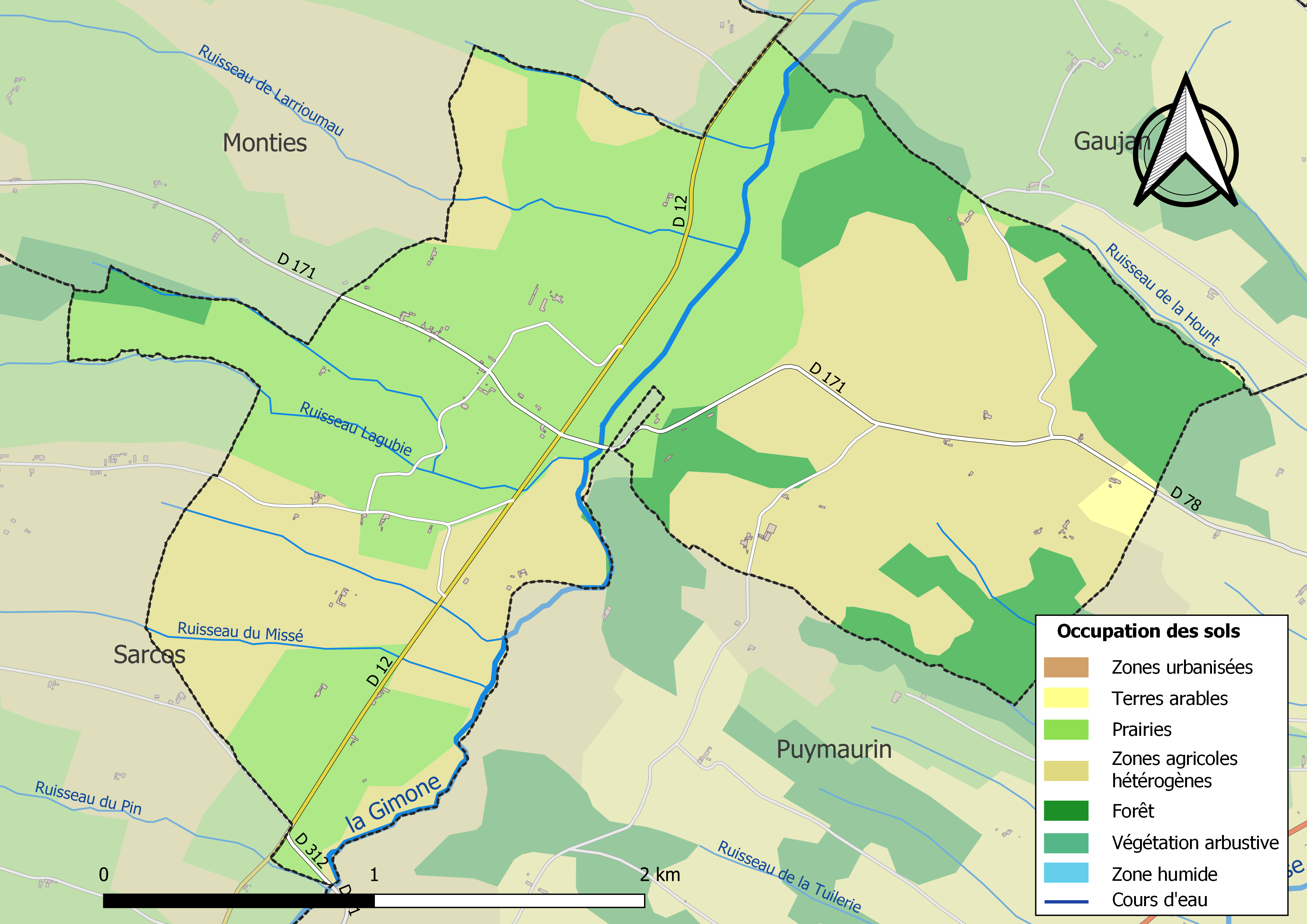
Bodennutzung, Hydrografie und Infrastruktur von Monbardon (2018)

Monbardon liegt rund 29 Kilometer südöstlich von Mirande und 31 Kilometer südöstlich von Auch ganz im Süden des Départements Gers an der Grenze zum Département Haute-Garonne. Der Ort befindet sich in der Région naturelle des Astarac, die sich entlang des Plateaus von Lannemezan zieht und Teil der historischen Provinz der Gascogne ist. Der Ort besteht aus Weilern, zahlreichen Streusiedlungen und Einzelgehöften und erstreckt sich über zwei Ausläufer des Plateaus von Lannemezan, die zwei Bergrücken beiderseits des Flusses Gimone bilden, der den Ort von Südwest nach Nordost durchströmt. Monbardon liegt im Einzugsgebiet der Garonne und wird außer von der Gimone vom Ruisseau de la Bourdille, vom Ruisseau de Larrioumau, vom Ruisseau du Bataillé, vom Ruisseau du Missé, vom Ruisseau Lagubie  und verschiedenen kleineren Bächen entwässert, die in niederschlagsarmen Perioden häufig trockenfallen. Das Ortszentrum liegt im Tal der Gimone auf etwa 245 m Höhe. Die höchste Erhebung des Orts wird im Nordwesten mit 316 m gemessen, die niedrigste im äußersten Norden mit 216 m beim Austritt der Gimone aus dem Ortsgebiet.
Teile des Gebiets von Monbardon gehören zu den ZNIEFF-Naturzonen „Prairies humides de la Gimone à Gaujan et Monbardon“ (730030473), „Coteaux de la Gimone à Monbardon“ (730030475) und „Cours de la Gimone et de la Marcaoue“ (730030550).
Rund 85 % der Fläche von Monbardon werden landwirtschaftlich genutzt, rund 15 % sind bewaldet (Stand: 2018).
Umgeben wird Monbardon von den Nachbargemeinden Monties im Nordwesten und Norden, Gaujan im Nordosten und Puymaurin (Département Haute-Garonne) im Osten, Südosten und Süden sowie von der Commune déléguée Sarcos im Westen.

## Geschichte
Die Geschichte von Monbardon ist mit seinen beiden Burgen verbunden. Vom 11. bis zum 15. Jahrhundert befand sich auf dem Erdhügel an der Stelle namens „Castets“ die ursprüngliche, heute nicht mehr existierende Burg. Diese Burg aus dem Jahr 1247 war unter dem Ancien Régime Teil der Kastellanei Villefranche in der Grafschaft Astarac. Das heutige Schloss, bekannt als „Castelpers“, nördlich des Dorfes gelegen, wurde 1528 unter Blaise de Monluc im Renaissancestil erbaut. Es gehörte bis 1936 der Familie Castelpers. Nach dem Tod der letzten Gräfin verkauften ihre Erben zunächst das Grundstück und dann das Gebäude. Im Jahr 1946 wurde es von einer jüdischen Gesellschaft mit dem Ziel erworben, junge Juden in der Bewirtschaftung von Kibbuzim auszubilden. Schließlich wurde das Schloss 1956 an einen privaten Eigentümer verkauft.

## Bevölkerungsentwicklung
| Monbardon: Einwohnerzahlen von 1793 bis 2020                                                                               | Monbardon: Einwohnerzahlen von 1793 bis 2020 | Monbardon: Einwohnerzahlen von 1793 bis 2020 | Monbardon: Einwohnerzahlen von 1793 bis 2020 | Monbardon: Einwohnerzahlen von 1793 bis 2020 |
| --- | -------------------------------------------- | -------------------------------------------- | -------------------------------------------- | -------------------------------------------- |
| Jahr |                                              |                                              |                                              | Einwohner                                    |
| 1793 | 1793                                         |                                              | 277                                          | 277                                          |
| 1800 | 1800                                         |                                              | 210                                          | 210                                          |
| 1806 | 1806                                         |                                              | 288                                          | 288                                          |
| 1821 | 1821                                         |                                              | 250                                          | 250                                          |
| 1831 | 1831                                         |                                              | 320                                          | 320                                          |
| 1841 | 1841                                         |                                              | 315                                          | 315                                          |
| 1846 | 1846                                         |                                              | 327                                          | 327                                          |
| 1851 | 1851                                         |                                              | 277                                          | 277                                          |
| 1856 | 1856                                         |                                              | 275                                          | 275                                          |
| 1861 | 1861                                         |                                              | 252                                          | 252                                          |
| 1866 | 1866                                         |                                              | 252                                          | 252                                          |
| 1872 | 1872                                         |                                              | 118                                          | 118                                          |
| 1876 | 1876                                         |                                              | 225                                          | 225                                          |
| 1881 | 1881                                         |                                              | 218                                          | 218                                          |
| 1886 | 1886                                         |                                              | 208                                          | 208                                          |
| 1891 | 1891                                         |                                              | 181                                          | 181                                          |
| 1896 | 1896                                         |                                              | 186                                          | 186                                          |
| 1901 | 1901                                         |                                              | 176                                          | 176                                          |
| 1906 | 1906                                         |                                              | 186                                          | 186                                          |
| 1911 | 1911                                         |                                              | 173                                          | 173                                          |
| 1921 | 1921                                         |                                              | 149                                          | 149                                          |
| 1926 | 1926                                         |                                              | 135                                          | 135                                          |
| 1931 | 1931                                         |                                              | 139                                          | 139                                          |
| 1936 | 1936                                         |                                              | 138                                          | 138                                          |
| 1946 | 1946                                         |                                              | 135                                          | 135                                          |
| 1954 | 1954                                         |                                              | 123                                          | 123                                          |
| 1962 | 1962                                         |                                              | 86                                           | 86                                           |
| 1968 | 1968                                         |                                              | 103                                          | 103                                          |
| 1975 | 1975                                         |                                              | 104                                          | 104                                          |
| 1982 | 1982                                         |                                              | 103                                          | 103                                          |
| 1990 | 1990                                         |                                              | 104                                          | 104                                          |
| 1999 | 1999                                         |                                              | 88                                           | 88                                           |
| 2006 | 2006                                         |                                              | 83                                           | 83                                           |
| 2013 | 2013                                         |                                              | 90                                           | 90                                           |
| 2020 | 2020                                         |                                              | 73                                           | 73                                           |
| Quelle(n): EHESS/Cassini bis 1999, INSEE ab 2006 Anmerkung(en): Ab 1962 offizielle Zahlen ohne Einwohner mit Zweitwohnsitz |                                              |                                              |                                              |                                              |

In der ersten Hälfte des 19. Jahrhunderts lebten in Monbardon kurzzeitig über 300 Einwohner. Seit der Mitte des 19. Jahrhunderts nahm die Zahl kontinuierlich bis aktuell weit unter 100 ab.

## Sehenswürdigkeiten

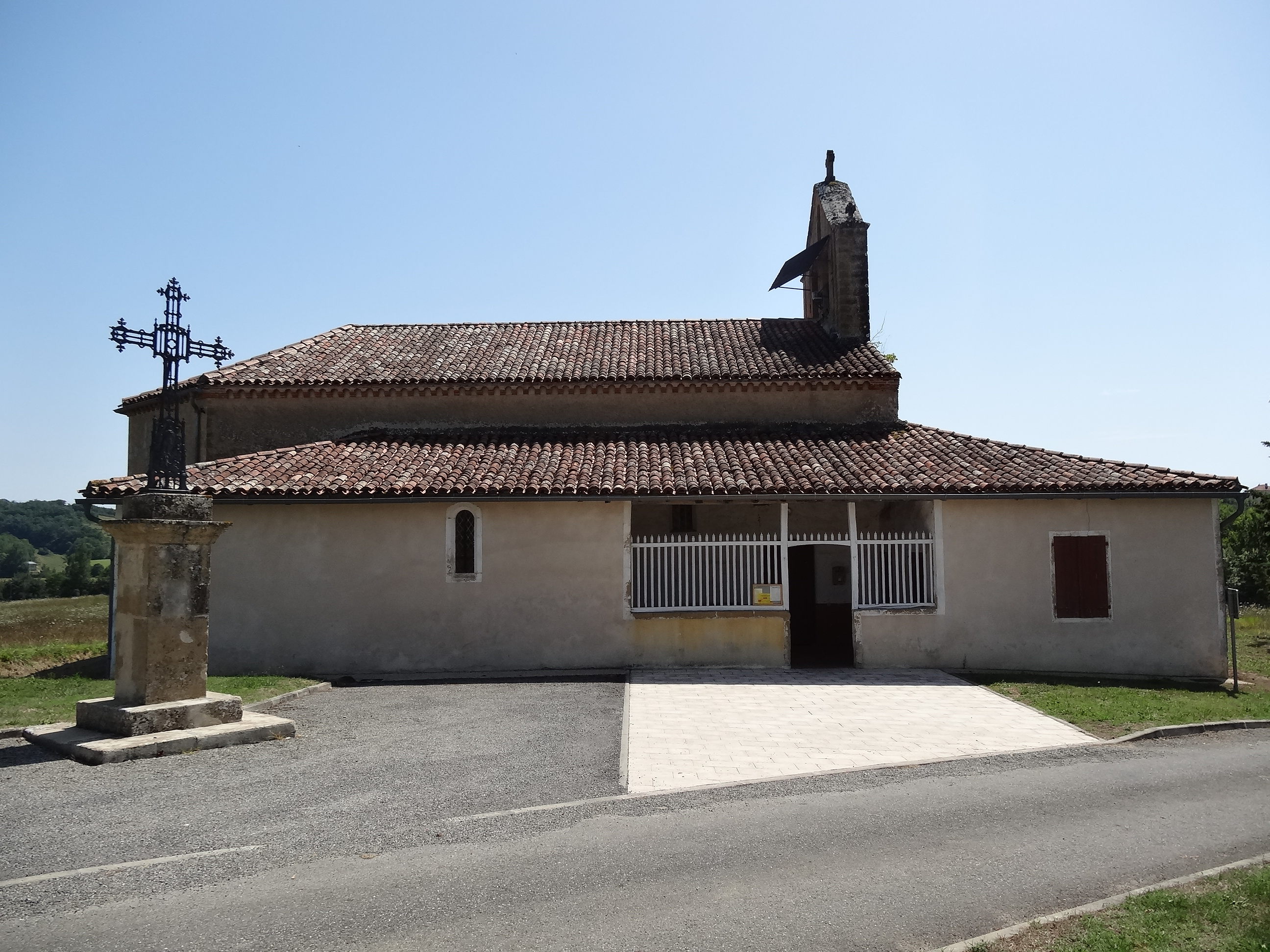
Kirche Sainte-Magdelaine
- Reste der Erdhügelburgen an den Lieu-dits Castets und Monmerle
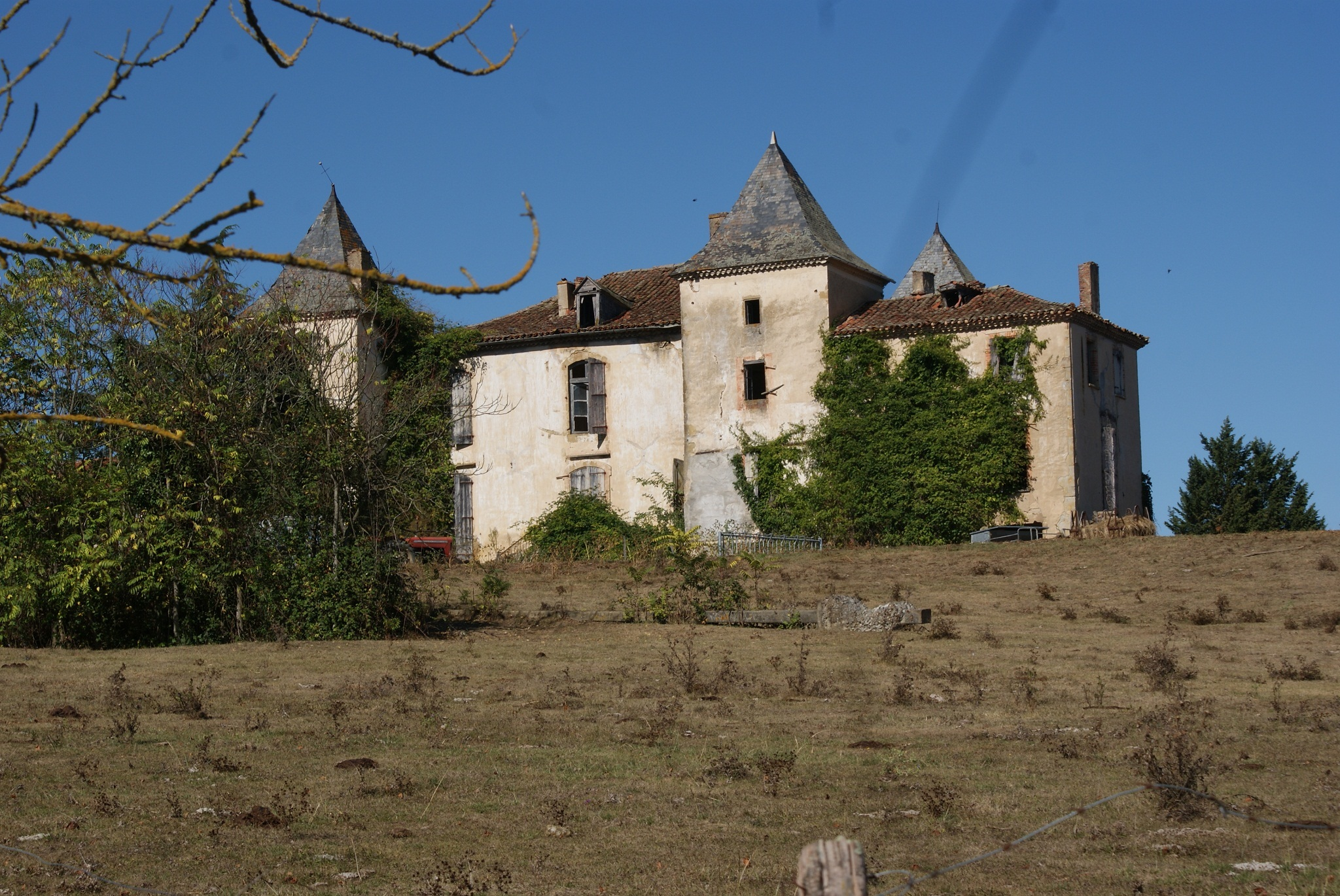
Schloss Monbardon
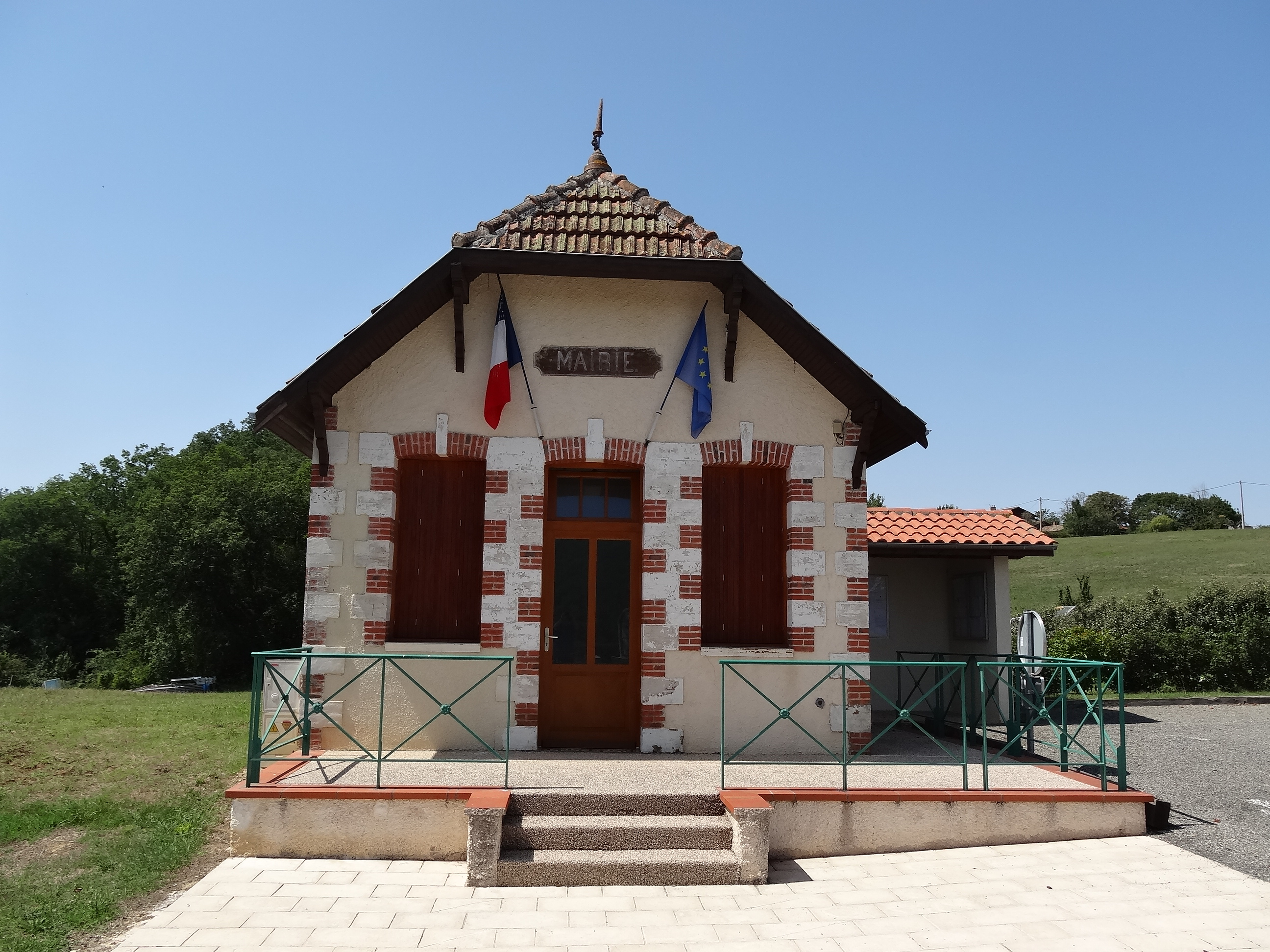
Ehemaliges Bürgermeisteramt (Mairie)

- Kirche Sainte-Magdelaine
- Schloss Monbardon
- Ehemaliges Bürgermeisteramt (Mairie)